# سوفیا اسپینوزا
سوفیا اسپینوزا (انگلیسی: Sofía Espinosa؛ زادهٔ ۲۲ سپتامبر ۱۹۸۹) بازیگر، نویسنده، تهیه‌کننده و کارگردان اهل مکزیک است.